# Liste der Bodendenkmäler im Kreis Euskirchen

Kreis Euskirchen

Die Liste der Bodendenkmäler im Kreis Euskirchen umfasst:
- Liste der Bodendenkmäler in Bad Münstereifel
- Liste der Bodendenkmäler in Blankenheim
- Liste der Bodendenkmäler in Dahlem
- Liste der Bodendenkmäler in Euskirchen
- Liste der Bodendenkmäler in Hellenthal
- Liste der Bodendenkmäler in Kall
- Liste der Bodendenkmäler in Mechernich
- Liste der Bodendenkmäler in Nettersheim
- Liste der Bodendenkmäler in Schleiden
- Liste der Bodendenkmäler in Weilerswist
- Liste der Bodendenkmäler in Zülpich